# Nicodemo Oliverio
Nicodemo Nazzareno Oliverio (Cirò, 17 febbraio 1956) è un politico italiano.

## Biografia
Già esponente della Democrazia Cristiana, segretario organizzativo della Margherita, aderisce al Partito Democratico.
Originario di Cirò, in provincia di Crotone, dopo il diploma si trasferisce a Roma per frequentare l'università, sperimentando, nella capitale, i primi contatti con il mondo politico studentesco, di estrazione cattolica, stringendo contatti con Aldo Moro, di cui diventa allievo.
Lo stesso Moro è il curatore della sua tesi di laurea e la tragica scomparsa dello statista democristiano lo spinge ad assumere l'impegno politico nella DC, che si intensifica al momento della nomina di Franco Marini a responsabile organizzativo del partito.
Dopo lo scioglimento della DC, Oliverio decide di aderire al Partito Popolare Italiano (PPI) e, nel 1995, si oppone al tentativo di Buttiglione di portare a destra il PPI, assumendo invece un impegno convinto nella fondazione della coalizione de L'Ulivo. Viene nominato dirigente della struttura organizzativa del PPI.
Nel 2002 partecipa alla costituzione della Margherita, specializzandosi prevalentemente nell'organizzazione strutturale e tecnica di partito e nella cura delle campagne elettorali.
Nell'aprile 2005 coordina la campagna elettorale di Agazio Loiero, che viene eletto presidente della Regione Calabria, e nel mese di giugno viene eletto deputato, in rappresentanza dell'Unione, alle elezioni suppletive del collegio calabrese n. 9, comprendente comuni del crotonese e del catanzarese.
A luglio 2005 viene nominato direttore dell'ufficio tecnico amministrativo per l'organizzazione delle elezioni primarie dell'Unione.
Alle elezioni politiche del 2006 è candidato al terzo posto nella lista dell'Ulivo alla Camera, capofila della Margherita.
Viene, dunque, riconfermato deputato della circoscrizione Calabria ed entra a far parte della Giunta per le elezioni, della quale viene eletto Segretario dai colleghi.
A giugno 2006 diventa responsabile organizzativo nazionale della Margherita, prendendo il posto di Franco Marini, già eletto presidente del Senato.
Il 17 luglio 2007 viene nominato componente dell'Ufficio Tecnico - Amministrativo che curerà l'organizzazione delle primarie del 14 ottobre 2007 per l'elezione del segretario del nascente Partito Democratico: poco dopo è stato eletto alle primarie del PD in una lista che sostiene Walter Veltroni.
Dopo la nascita del Partito Democratico entra a far parte della Commissione Statuto all'interno dell'assemblea nazionale costituente e viene nominato dal segretario Veltroni nel coordinamento nazionale del PD. Alle elezioni politiche del 2008 viene rieletto deputato per le liste del PD in Calabria.
Nel dicembre 2012 si candida, nel collegio provinciale di Crotone, alle primarie per la carica di parlamentare del PD, ottenendo 8.257 preferenze su un totale di 8.547 voti validi. L'8 gennaio 2013 la direzione nazionale del PD candida l'On. Oliverio alla Camera dei deputati nella posizione numero otto della lista PD nella circoscrizione Calabria in vista delle elezioni politiche del 2013.Il 24 e 25 febbraio 2013 l'On. Oliverio viene rieletto alla Camera dei Deputati.